# Kinosternon acutum
Espèce
Synonymes
- Kinosternon scorpioides acuta Gray, 1831
- Kinosternon berendtianum Cope, 1865
- Kinosternon effeldtii Peters, 1873

Statut de conservation UICN

 NT  : Quasi menacé
Kinosternon acutum est une espèce de tortues de la famille des Kinosternidae.

## Répartition
Cette espèce se rencontre :
- au Mexique dans les États de Campeche, du Chiapas, de Tabasco et de Veracruz ;
- au Belize ;
- au Guatemala.

## Publication originale
- Gray, 1831 : Synopsis Reptilium or short descriptions of the species of reptiles. Part I: Cataphracta, tortoises, crocodiles, and enaliosaurians. Treuttel, Wurz & Co., London, p. 1-85 (texte intégral).